# Звукорежисер театрально-видовищного підприємства

## Завдання та обов’язки.
Бере участь у роботі з підготовки нових і поновлення раніше створених вистав (програм). Забезпечує високий художньо-технічний рівень фонограми музичного оформлення, безпосереднього втілення фонової партитури вистави (програми). Несе відповідальність за технічну якість звуку, залежно від акустичної можливості сценічного майданчика. Інструктує звукооператорів і контролює їх роботу.

## Повинен знати
- методологію творчого процесу;
- історію театру, музики;
- класичну і сучасну драматургію;
- досвід вітчизняної та світової культури у галузі звукотехніки;
- новітні технічні досягнення та технології;
- основи економіки, організацію праці та управління;
- правила внутрішнього трудового розпорядку;
- правила і норми охорони праці, виробничої санітарії та протипожежного захисту.

## Кваліфікаційні вимоги.

### Звукорежисер театрально-видовищного підприємства вищої категорії
повна вища освіта відповідного напряму підготовки (магістр, спеціаліст) та підвищення кваліфікації. Стаж роботи за професією звукорежисера театрально-видовищного підприємства I категорії не менше 3 років.

### Звукорежисер театрально-видовищного підприємства I категорії
повна або базова вища освіта відповідного напряму підготовки (магістр, спеціаліст або бакалавр) та підвищення кваліфікації; для магістра — без вимог до стажу роботи, для спеціаліста — стаж роботи за професією звукорежисера театрально-видовищного підприємства II категорії не менше 2 років, бакалавра — не менше 3 років.

### Звукорежисер II категорії
повна або базова вища освіта відповідного напряму підготовки (спеціаліст, бакалавр, молодший спеціаліст) без вимог до стажу роботи.